# 次期戦闘機 (F-2後継機)
次期戦闘機
次期戦闘機のイメージ（防衛省発表）
- 用途：ステルス機、制空戦闘機
- 分類：戦闘機
- 設計者：三菱重工業
- 製造者：三菱重工業
- 運用者： 日本(航空自衛隊)
- 初飛行：2028年（予定）
- 生産開始：2030年（予定）
- 運用開始：2035年（予定）
- 運用状況：グローバル戦闘航空プログラムに統合

次期戦闘機（じきせんとうき）は、2035年に退役開始が見込まれる航空自衛隊が保有・運用するF-2戦闘機の後継機 (通称:F-3) として、2018年（平成30年）に策定された31中期防で開発が決定し、2020年（令和2年）に三菱重工が開発主体に選定されたステルス戦闘機である。2025年（令和7年）4月時点で防衛省が検討している愛称は「烈風（れっぷう、同名の艦上戦闘機が由来）」。
2022年（令和4年）12月9日、本計画とイギリスとイタリアで進行中であったBAE システムズ・テンペスト開発計画を統合したグローバル戦闘航空プログラム(GCAP)のもとに、共通の戦闘機を共同開発し配備することが発表された。
2020年度（令和2年度）防衛予算で初めて開発予算が計上された経緯に伴い、2019年（令和元年）12月に公表された「我が国の防衛と予算 令和2年度予算の概要（案）」からは、それまでの「将来戦闘機」から「次期戦闘機」に呼称が変更されている。

## コンセプトと要素技術の研究・開発

### 開発の意義
使用可能な飛行場に対して日本の領空・防空識別圏は広大であり、同時に中国やロシアなどの空軍力に対し数的な劣勢が見込まれる。その状況下で将来の航空優勢を維持するための戦闘機が求められることとなった。
航空自衛隊の運用機は、防衛政策上の必要に応じて装備の調整がなされるとされるが、これまで調達実績として、F-15やF-35など米国機を日本国内企業が政策に応じる形でライセンス生産もしくは最終組立を行って調達する事例が多い。これらはその性質上、機体の能力向上やシステム更新のニーズがある場合に、主開発元・開発国の協力が前提であり、例えば中核的な技術や兵装、システムなど複数国の連携が原則ということになる。これは必要な能力向上を時宜に合わせ実現することの難しさに繋がっている。
また、主権国家としての持続可能な安全保障政策の観点から、関連する技術や産業の維持、育成の必要があるとされると共に、冗長性の観点から複数機を並行的に運用する形をとり、国内技術を中核にした新戦闘機の開発の必要性があると議論された。

### コンセプトモデル「i3 FIGHTER」
次期戦闘機に関する技術研究が本格化したのは2010年頃からである。2010年8月、防衛省は「将来の戦闘機に関する研究開発ビジョン」を公表した。それによると将来の戦闘機のコンセプトモデルとして「i3 FIGHTER」が提唱されていた。i3 FIGHTERのコンセプトとして次の要素があげられており、防衛省においてはこれらのコンセプトを元に将来の戦闘機に向けて各種の技術研究を進めることとなった。
- 20年後（2030年頃）に実現
  - クラウド・シューティング
  - 次世代ハイパワー・レーダー
  - 敵を凌駕するステルス
  - 次世代ハイパワー・スリム・エンジン
  - 電子戦に強いフライ・バイ・ライト
- 30-40年後（2040-50年頃）に実現
  - 将来アセットとのクラウド
  - ライト・スピード・ウエポン

### 要素技術の研究・開発

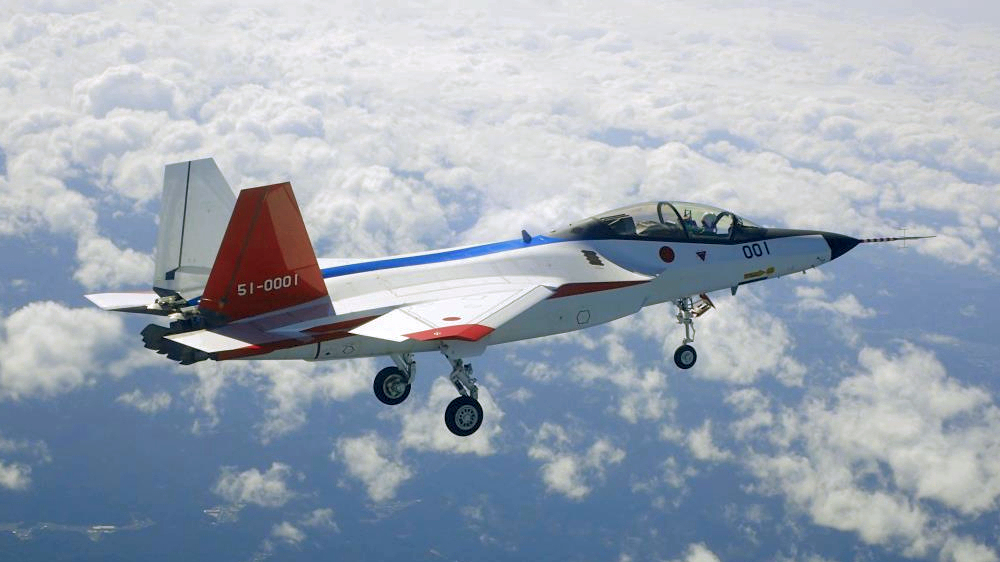
ステルス実験用航空機の三菱 X-2

防衛省の2019年度の事前評価において、将来戦闘機は、陸・海・空・宇宙の各ユニットとネットワークで連結されネットワーク化した戦闘の中核となる役割を持つとみなされた。
技術研究本部とその後継組織の防衛装備庁は、次期戦闘機を実現するために様々な要素技術を研究・開発した。このうちステルス実験用航空機のX-2は2016年（平成28年）4月22日に初飛行し、2017年（平成29年）10月31日まで計32回の飛行試験を行いステルス性や機動性を検証した。
ステルス技術について、エアインテーク、ウェポンベイ、レドームなどの被探知を避けるための技術が研究された。
機体構造技術については、一体化・ファスナレス構造、ヒートシールド技術が研究され、「機体構造軽量化技術の研究（2014-2018）」では、従来機比での大幅な軽量化、リベットの使用低減などによるメンテナンス性の向上が研究された。

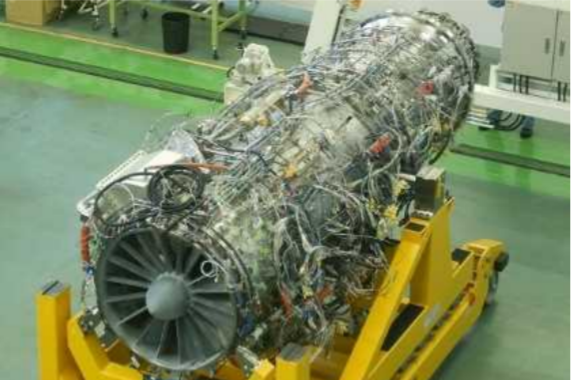
戦闘機用試作エンジンのIHI XF9-1

エンジン技術については、双発の「ハイパワー・スリム・エンジン」というコンセプトの下で、XF9が開発された。このコンセプトは、双発で安全性と冗長性を保ちながら、ハイパワーにより高機動を達成しつつ、スリムなエンジンにより機体容積の増加を達成し、兵装、アビオニクス、燃料などをより多く搭載するというものである。XF9のエンジン推力はF22と同等を達成し、今後さらに推力を上げる予定であり、最先端の電子機器の装備に必要な強力な発電能力も有する。また、高運動性、ステルス性向上を目的として全周20度の推力偏向を可能にする新型ノズルに関する研究も進められている（2020年4月現在）。
アビオニクス技術については、航空優勢の獲得に必要な高い運動性を実現するために、飛行制御に「自己修復飛行制御システムの研究」「高運動飛行制御システムの研究」「先進技術実証機（X-2）の研究」が行われ、ポストストールマニューバについての研究が行われた。飛行制御に関しては、電動アクチュエーション技術の研究が行われ、機体の操舵に使われる油圧系統を電動アクチュエーションシステムに置き換えることで、軽量化とメンテナンス性向上の効果を研究した。また「戦闘機等のミッションシステム・ インテグレーションに関する研究（2019-2025）」により大型機テストベッドを使用した試作・検証が進行中である（2019年9月現在）。戦闘機用統合火器管制技術の研究が行われ、ステルス性を損なわず目標を探知、追尾、攻撃するためのパッシブセンシングをはじめ、探知役（センサー）と発射役（シューター）の秘匿リンク・リソース管理まで含めた統合された戦闘システムの研究がされた。防御面では機体と一体化されたアンテナによる全球ESM/ECM、広帯域ESMといった自己防御システムを統合したRF自己防御システムが研究された。これらのアビオニクスを効率的に冷却するために新型の熱移送システムが研究された。
| 研究                                                         | カテゴリー   | 研究期間  | 概要                                                    |
| ------------------------------------------------------------ | ------------ | --------- | ------------------------------------------------------- |
| X-2先進技術実証機                                            | ステルス     | 2009-2017 | 高運動ステルスの実証                                    |
| 将来戦闘機機体構想の研究                                     | 機体構想     | 2011-2014 | 初歩的な概念設計をデジタルモックアップを使い検証        |
| 将来戦闘機の技術的成立性に関する研究                         | 機体構想     | 2015-2017 | F-2後継機開発の可否を判断するためバーチャルビークル試作 |
| 機体構造軽量化技術の研究                                     | 機体         | 2014-2018 | ファスナレス構造・ヒートシールド・解析手法などの研究    |
| コンフォーマル・レーダ・システムの研究                       | センサー     | 1998-2003 | 機体形状に合わせたレーダー                              |
| 多機能RFセンサの研究                                         | センサー     | 2002-2010 | レーダー、ECM、ESM、通信の機能を併せ持つセンサシステム  |
| 先進統合センサ・システムに関する研究                         | センサー     | 2010-2016 | レーダーとIRSTを統合したセンサーシステム                |
| 先進RF自己防御シミュレーションの研究                         | アビオニクス | 2013-2018 | 電子戦のシミュレーション                                |
| 将来アビオニクスシステム研究試作                             | アビオニクス | 2002-2011 | 情報の統合処理、マンマシンインターフェースの試作        |
| 将来HMDシステムに関する研究                                  | アビオニクス | -         | ヘッドマウントディスプレイの研究。2015年度予算未承認    |
| 電動アクチュエーション技術の研究                             | アビオニクス | 2015-2019 | 油圧を電動モーターで代替し、重量と整備性を改善          |
| 戦闘機用統合火器管制技術の研究                               | アビオニクス | 2012-2017 | 秘匿高速データリンクを介した陸海空との連携戦闘          |
| 赤外線画像の高解像度技術に関する研究                         | アビオニクス | 2012-2019 | 赤外線センサーの高性能化                                |
| 将来ミサイル警戒技術に関する研究                             | アビオニクス | 2012-2021 | 赤外線を使うミサイル警戒システムの研究                  |
| 将来戦闘機用小型熱移送システムの研究                         | アビオニクス | 2016-2020 | 効率的なベーパーサイクルシステムの研究                  |
| 戦闘機等のミッションシステム・インテグレーションに関する研究 | アビオニクス | 2019-2025 | 戦闘機用アビオニクスのインテグレーション                |
| 次世代エンジン主要構成要素の研究                             | 動力         | 2010-2015 | エンジンコア部の研究                                    |
| 戦闘機用エンジン要素の研究                                   | 動力         | 2013-2017 | エンジンコア部に加えてファンと低圧タービンの研究        |
| 戦闘機用エンジンシステムの研究                               | 動力         | 2015-2019 | 実証エンジンXF9の試作                                   |
| 推力偏向ノズルに関する研究                                   | 動力         | 2016-2020 | 全周20度の推力偏向ノズルの試作                          |
| ウェポン内装化空力技術の研究                                 | 武装         | 2010-2015 | 兵装射出時の空力特性の研究                              |
| ウェポンリリース・ステルス化の研究                           | 武装         | 2013-2017 | ウェポンベイ・ランチャーの研究                          |

## 開発計画の変遷

### 外国産機の選定案
日本における次期戦闘機選定は開発から退役まで数兆円単位の契約となる巨大商談であり、国内のみならず海外からの注目度も高かった。2018年7月時点ではロッキード・マーティンが提案するF-22 ラプターにF-35 ライトニング IIのアビオニクスを搭載した機体、ボーイングが提案するF-15をベースとした機体、BAEシステムズが提案するユーロファイター タイフーンをベースとした機体があり、この中でもロッキード・マーティンの案が本命と取り沙汰されたこともあった。

### 国内主導開発の決定
将来戦闘機の実際の選定に当たっては代替手段（既存機導入）も含め以下の観点から検討された。
- 15-30年後（2035-50年頃）における将来の航空優勢に必要な能力
- 「次世代技術」も適用できる拡張性
- 改修の自由度
- 国内企業の関与
- 開発・取得のコスト

これらの検討の結果、2018年12月18日、閣議により新たな防衛計画の大綱と中期防衛力整備計画が決定され、中期防の中で「将来戦闘機について、戦闘機（F-2）の退役時期までに、将来のネットワーク化した戦闘の中核となる役割を果たすことが可能な戦闘機を取得する。そのために必要な研究を推進するとともに、国際協力を視野に、我が国主導の開発に早期に着手する。」との明記とともに、国際協力の可能性も含めた日本主導の戦闘機開発が決定した。海外既存機案は技術上・価格上のメリットが薄いとされ、国内企業が主導する新型機の開発方針となった。
2019年12月に公開された防衛省の次期戦闘機開発の事前評価によると、開発においては国際協力によって更なる技術的信頼性の向上やコストの低減を図るとしたほか、次期戦闘機開発においては将来の能力向上、技術的進歩の取り込みを図るため、以下の新たな手法が取られるとされた。
- ブロック化開発による段階的な開発プロセスの推進
- オープンアーキテクチャの採用によるアビオニクス開発作業の効率化
- モデルベースドデザインや先進的な製造技術の取り込み等

2020年3月27日、河野太郎防衛大臣は質疑において「F-35よりミサイル搭載数を多くする」という発言をした。

### 国内開発企業の決定と体制
2020年10月に岸信夫防衛大臣が三菱重工業を開発主体に選定し正式に契約を結んだことを発表した。他に、三菱電機、IHI、川崎重工業、SUBARU、東芝、富士通、日本電気（NEC）の7社が参画する。報道によると、共同設計の役割分担は三菱重工業が統括し、IHIがエンジンを、SUBARUと川崎重工業が機体を、三菱電機が電子戦装備を制御するミッションシステムを、東芝、富士通、日本電気（NEC）がレーダーを含む電子機器を担当する。200人を超える態勢となり、主に開発は三菱重工業の小牧南工場（愛知県豊山町）で行われる。工場にはF-X開発センターが開設され、2021年5月に1棟目、翌年5月に2棟目が竣工した。将来的には500人規模となる。

### 国際協力の模索

#### ロッキード・マーティンへの接近
海外の協力企業については2020年末までの選定が見込まれ、米国、英国どちらか、もしくは両国との技術連携が検討された。具体的な提携先は米・ロッキード・マーティン、ボーイング、英・BAEシステムズの3社に絞り込められた。
そして、2020年12月、防衛省は三菱重工の技術開発を支援する海外企業として、ロッキード・マーティンを選定する方向性で調整に入った。ロッキードはF-22 ラプターや日本でも既に航空自衛隊への導入実績のあるF-35 ライトニング IIといったステルス戦闘機の開発で知られ、両機と三菱 X-2で培われた技術が結集されることが期待できるが、提携先の企業を米国のみに絞ることについては、F-16 ファイティング・ファルコンをベースに開発した三菱 F-2のように、システム等の技術情報をブラックボックス化される懸念が指摘されている。なお、英国ともエンジンやレーダーの開発について引き続き協力を目指した。英国の協力企業については、テンペストを開発中のBAEシステムズやロールス・ロイスなどが想定された。
2020年12月に防衛省は国際協力の方向性について、「次期戦闘機のインテグレーション支援」として、ロッキード・マーティンよりミッション・システム・インテグレーション、運動性能とステルス性の両立、コンピューター・シミュレーションを駆使した設計作業の3つの技術分野について支援を受けるとした。また「日米間インターオペラビリティの確保」については、米国政府及び米国企業と必要な協力を実施する事とし、「各システムの協力」については、技術的信頼性の向上や費用低減といった観点から、エンジン、アビオニクスといったシステムについて米国及び英国と協議する事とした。

#### BAEシステムズへの接近
2022年5月、複数の政府関係者が、従来の方針を大きく転換し開発支援企業をロッキード・マーティンからBAEシステムズに変更する意向を明らかにした。識者からは背景として、アメリカの次期戦闘機計画との連携度が低いこと、米軍がそもそも有人戦闘機の開発に疑問を抱いていることなどから「ロッキード・マーティンがあまり乗り気ではない」ことに加え、BAEとはテンペストとほぼ開発時期が重なる上に装備品の面でもイギリスとの共同開発案件が複数進行していることが挙げられている。
2022年7月19日、イギリス政府は日本とイタリアと次期戦闘機の開発で協力を強化すると発表し、2022年8月14日、日本の複数の政府関係者が、日英の次期戦闘機開発計画を統合し共通機体を開発する方向で最終調整に入ったと明らかにした。9月には、BAEシステムズ・テンペストの開発計画でイギリスと協力関係にあり、F-35を運用するイタリアの参加が検討されていると報じられた。

### 日英伊3国共同開発のグローバル戦闘航空プログラムへの参加の決定
2022年（令和4年）12月9日、日本、イギリス、イタリア政府は、グローバル戦闘航空プログラム(GCAP)というプロジェクトの名のもとに、日本の次期戦闘機開発計画とイギリスとイタリアで進行中であったBAE システムズ・テンペスト開発計画を統合し、共通の戦闘機を共同開発し配備することを発表した。日本では三菱重工が主契約者となり機体を担当し、IHIがエンジン、三菱電機が電子機器を担当する。英国では、BAEシステムズが機体、ロールス・ロイスがエンジン、レオナルド S.p.Aの英国法人が電子機器を担当する。イタリアからはレオナルド S.p.Aとアヴィオ・エアロが開発に参加し、ミサイル開発にはMBDAも参加する。2024年頃までに各社の詳細な開発内容や費用負担を明確にし、2030年頃に生産を開始し、2035年に初号機を配備する予定である。また、2023年度からは次期戦闘機（本記事の機体）に随伴する無人航空機の米国との共同開発を開始する予定である。
2023年12月14日、日英伊政府はGCAPの管理等行う国際機関として、GIGO（グローバル戦闘航空プログラム政府間機関）設立の条約に署名した。その際の日英伊防衛相会談において、初代首席行政官に日本人、企業共同体（JV）の初代トップをイタリア人とするとした。GIGOの本部はイギリスにおかれる。先んじての報道では、開発の中核となる三菱重工業・BAEシステムズ・レオナルド社がJVを立ち上げて本社機能を英国に置き、またGIGOとJVのトップは数年ごとに3カ国が交代で務めるとしている。

## 開発の経過
戦闘機の開発事業は数段階にわたって進められる。
その中でも設計段階は「構想設計」「基本設計」「詳細設計」に大別することができる。
次期戦闘機も例外ではなく、設計段階における各段階については一般的に以下のとおりとされている。

### 構想設計
機体の形状や重量、エンジン推力のトレードオフ検討などを実施する。

### 基本設計
機体の形状や構造を決定させ、主要な搭載部品を設計する。

### 詳細設計
機体内部の配線や製造方法を確定させ、製造図面を作成する。

### 各年度の開発事業の概要[54]
| 年度    | 概要                                                               | 予算額   | 契約先       |
| ------- | ------------------------------------------------------------------ | -------- | ------------ |
| 令和2年 | 戦闘機システムの初期的な設計作業に着手                             | 111億円  | 三菱重工     |
| 令和3年 | 機体の構想設計を引き続き実施するとともに、エンジンの設計等に着手   | 576億円  | 三菱重工 IHI |
| 令和4年 | エンジンの詳細設計を実施するとともに、機体の基本設計に着手         | 858億円  | 三菱重工 IHI |
| 令和5年 | 機体の基本設計を実施するとともに、 エンジンの製造等に着手          | 1023億円 | -            |
| 令和6年 | 機体の基本設計を実施するとともに、搭載用エンジンの詳細設計等を実施 | 640億円  | -            |

## 年表
- 2010年
  - 「将来の戦闘機に関する研究開発ビジョン」公表
- 2018年
  - 国内企業が主導する開発方針が閣議決定される
- 2019年
  - 翌年度予算からの開発開始が承認される
- 2020年
  - 4月: 装備開発官（次期戦闘機担当）が設置される
  - 10月: 開発主体として三菱重工業と契約[2][55]
  - 12月: 協力海外企業との主選定先としてロッキード・マーティンが選定される[39][37][56]。「次期戦闘機エンジニアリングチーム（FXET：F-X Engineering Team）」を発足[55]。
- 2022年
  - 5月: 協力海外企業の主選定先がロッキード・マーティンからBAEシステムズに変更となり、ロッキード・マーティンは米軍機との通信用システムリンク等に関する一部協力の立場に留まる形となる
  - 7月19日: イギリス政府は日本、イタリアと次期戦闘機の開発で協力を強化すると発表した[44]。
  - 12月9日: 日本、イギリス、イタリアの3カ国は、グローバル戦闘航空プログラム(GCAP)の名のもとに次期戦闘機を共同開発すると発表した[6][57]。

- 2024年
  - 開発各社の詳細な開発内容や費用負担が明確化される予定[47]
- 2030年
  - 初号機の製造を開始する予定[47]
- 2035年
  - F-2の代替機として配備が始まる予定[47]